# El juego de las llaves
El juego de las llaves é uma série de televisão mexicana criada por Marisa Quiroga e co-produzida pela Amazon Prime Video, Pantaya e Corazón Films. A primeira temporada consiste em 10 episódios e a série estreou em 16 de agosto de 2019 no Amazon Prime Video. A série é composta pelos atores Maite Perroni, Humberto Busto, Marimar Vega, Sebastián Zurita, Horacio Pancheri, Fabiola Campomanes, Hugo Catalán e Ela Velden. A segunda e terceira temporada foram confirmadas em 29 de janeiro de 2020.
A série acompanha quatro casais que são amigos de longa data e decidem trocar de casais. Nas consequências cômicas desse evento, cada um deve enfrentar o impacto da decisão que tomou em seu relacionamento e a visão pessoal sobre sexualidade.

## Temporadas
| Temporadas | Temporadas | Episódios | Exibição Original       | Exibição Original       |
| Temporadas | Temporadas | Episódios | Estreia                 | Final                   |
| ---------- | ---------- | --------- | ----------------------- | ----------------------- |
|            | 1          | 10        | 16 de agosto de 2019    | 30 de agosto de 2019    |
|            | 2          | 8         | 16 de setembro de 2021  | 30 de setembro de 2021  |
|            | 3          | 6         | 13 de fevereiro de 2024 | 13 de fevereiro de 2024 |

## Sinopse
Oito amigos, todos em um relacionamento estável, decidem se aventurar no swing, um jogo de descoberta sexual de troca de casais, enquanto tentam se livrar de sua rotina diária e adicionar um toque picante às suas vidas amorosas. Porém, algumas coisas podem dar errado.

## Elenco
| Ator/Atriz            | Personagem               | Temporadas | Temporadas | Temporadas |
| Ator/Atriz            | Personagem               | 1 (2019)   | 2 (2021)   | 3 (2024)   |
| --------------------- | ------------------------ | ---------- | ---------- | ---------- |
| Principal             |                          |            |            |            |
| Maite Perroni         | Adriana "Adri" Romero    | Principal  | Principal  |            |
| Sebastián Zurita      | Sergio Morales           | Principal  |            |            |
| Marimar Vega          | Gabriela "Gaby" Albarrán | Principal  | Principal  |            |
| Humberto Busto        | Óscar Romero             | Principal  | Principal  | Recorrente |
| Horacio Pancheri      | Valentín Lombardo        | Principal  | Principal  | Principal  |
| Hugo Catalán          | Leonardo "Leo" Cuevas    | Principal  | Principal  | Principal  |
| Ela Velden            | Siena                    | Principal  | Principal  |            |
| Fabiola Campomanes    | Bárbara Cuevas           | Principal  | Principal  | Principal  |
| Cristián de la Fuente | Guillermo                |            | Principal  |            |
| Alejandra Guzmán      | Astrid                   |            | Principal  |            |
| Laura León            | Gloria                   |            | Principal  |            |
| Bárbara López         | Venecia                  |            | Principal  |            |
| Michelle Rodríguez    |                          |            | Principal  |            |
| Recorrente            |                          |            |            |            |
| Mónica Maldonado      | Mica                     | Recorrente |            |            |
| Abril Michel          | Mica                     |            | Recorrente | Recorrente |
| Helena Haro           | Carmen                   | Recorrente | Recorrente | Recorrente |
| Manuel Vega           | Daniel                   | Recorrente |            |            |
| Alejandra Toussaint   | Aurelia                  | Recorrente | Recorrente |            |
| Anahí Allué           | Amelia                   |            | Recorrente | Recorrente |
| Mariel Molino         | Gala                     | Recorrente |            |            |
| Sergio Perezcuadra    | Emiliano                 | Recorrente | Recorrente | Recorrente |
| Luca Valentini        | Fidel                    | Recorrente | Recorrente | Recorrente |
| Mauro González        | Policial                 | Recorrente | Recorrente | Recorrente |
| Christian Ramos       | Pedro                    |            | Recorrente |            |

## Episódios

### 1.ª temporada (2019)
| N.º na série | N.º na temp. | Título                                      | Dirigido por     | Escrito por                       | Lançamento           |
| --- | ------------ | ------------------------------------------- | ---------------- | --------------------------------- | -------------------- |
| 1 | 1            | "Yo nunca nunca"                            | Fernando Lebrija | Verónica Bellver & Sandro Halphen | 16 de agosto de 2019 |
| Adriana é uma profissional de sucesso que vive um casamento perfeito – e muito chato. Um dia ela reencontra Sérgio, um velho amigo por quem sempre teve um crush, e ele organiza uma reunião entre quatro casais amigos. É aí que eles vão conhecer o jogo das chaves.   |              |                                             |                  |                                   |                      |
| 2 | 2            | "Vainilla no es sabor único"                | Fernando Lebrija | Verónica Bellver & Sandro Halphen | 16 de agosto de 2019 |
| A proposta de jogo das chaves não foi pra frente, mas deixou a todos intrigados e excitados. Todos não param de pensar: o que aconteceria se eles experimentassem novas experiências sexuais? Adriana decide agir, e convida as amigas a um jogo das chaves em sua casa. |              |                                             |                  |                                   |                      |
| 3 | 3            | "El doble de Brayan Goslin"                 | Javier Colinas   | Verónica Bellver & Sandro Halphen | 16 de agosto de 2019 |
| Os quatro casais fazem o troca-troca: começa o jogo das chaves. Esta é a oportunidade de ouro para realizar suas fantasias mais ocultas – ou descobrir que é impossível trair seus próprios princípios, ou até sua sexualidade.                                          |              |                                             |                  |                                   |                      |
| 4 | 4            | "Una placencia oral"                        | Kenya Márquez    | Verónica Bellver & Sandro Halphen | 16 de agosto de 2019 |
| Adriana continua obcecada com o jogo das chaves. Porém, Oscar, seu marido, quer que ela desista e que, em vez disso, eles reanimem seu relacionamento. Mas a presença constante de Sérgio vai colocar a união do casal à prova.                                          |              |                                             |                  |                                   |                      |
| 5 | 5            | "Habrá consecuencias"                       | Javier Colinas   | Verónica Bellver & Sandro Halphen | 16 de agosto de 2019 |
| As fantasias saem do armário: Adriana usa uma para tentar salvar seu casamento, mas Sérgio convoca outro jogo das chaves, criando novas dúvidas. Leo fantasia com a babá e Valentim sublima, com a imaginação, seus desejos reprimidos.                                  |              |                                             |                  |                                   |                      |
| 6 | 6            | "Oscarin... ¡Oscarón!"                      | Kenya Márquez    | Verónica Bellver & Sandro Halphen | 23 de agosto de 2019 |
| O novo jogo das chaves cria sensações muito diferentes em Adriana e seus amigos: desde a frustração ao prazer extremo. Alguns casais se fortalecem, enquanto outros se afastam, talvez irremediavelmente. É tempo de descobertas.                                        |              |                                             |                  |                                   |                      |
| 7 | 7            | "Enloquéceme yei yei yei"                   | Javier Colinas   | Verónica Bellver & Sandro Halphen | 23 de agosto de 2019 |
| Sentimentos verdadeiros afloram. Paixões não podem mais ser reprimidas e todos parecem dispostos a experimentar, mesmo que isso possa destruir famílias, relacionamentos, amizades e, especialmente, compromissos feitos para toda a vida.                               |              |                                             |                  |                                   |                      |
| 8 | 8            | "Los niños necesitan disciplina"            | Kenya Márquez    | Verónica Bellver & Sandro Halphen | 30 de agosto de 2019 |
| Os casais tentam reconstruir seus relacionamentos. É isso que leva Adriana a propor à sua família uma viagem bucólica. Seus amigos vivem momentos de grande felicidade, que contrastam com conflitos intensos que se aprofundam com o passar do dia.                     |              |                                             |                  |                                   |                      |
| 9 | 9            | "¡Deja de decir condón!"                    | Fernando Lebrija | Verónica Bellver & Sandro Halphen | 30 de agosto de 2019 |
| Devido à falta de consciência com a qual têm tomado suas decisões emocionais, todos os casais estão perto do fim. Novas sexualidades, exigências, dúvidas, erros e até velhos ideais esquecidos os assediam e podem destruí-los.                                         |              |                                             |                  |                                   |                      |
| 10 | 10           | "Declaro inaugurado El juego de las llaves" | Kenya Márquez    | Verónica Bellver & Sandro Halphen | 30 de agosto de 2019 |
| Chega o dia do último jogo das chaves, em uma grande festa de sexo e paixão, com muitos convidados. Não vai ser apenas o desejo que vai sair de controle – as verdades mais ocultas também virão à tona.                                                                 |              |                                             |                  |                                   |                      |

### 2.ª temporada (2021)
| N.º na série | N.º na temp. | Título                                              | Dirigido por | Escrito por | Lançamento             |
| --- | ------------ | --------------------------------------------------- | ------------ | ----------- | ---------------------- |
| 11 | 1            | ""Odeio o jogo das chaves""                         | ASA          | ASA         | 16 de setembro de 2021 |
| Passaram-se vários anos desde o último jogo das chaves. Adriana está só e sem lugar para morar. Gaby agora é a melhor amiga de Valentin e está grávida de Oscar. Bárbara e Leo foram despojados de todos os seus pertences por causa da ilustração que ele publicou no jornal e todos tentam dar sentido às suas vidas na nova realidade que enfrentam. |              |                                                     |              |             |                        |
| 12 | 2            | ""Com vocês… Astrid e Gloria!""                     | ASA          | ASA         | 16 de setembro de 2021 |
| Adriana culpa Siena por tudo que lhe aconteceu desde que se conheceram. Ela lhe apresenta Astrid, sua amiga e guia. Ambas começaram a ajudá-la a relaxar e deixar-se levar pela vida. Bárbara tem tido pesadelos em que sua mãe foi morar na sua casa.                                                                                                  |              |                                                     |              |             |                        |
| 13 | 3            | "Um jogo induz outro jogo"                          | ASA          | ASA         | 16 de setembro de 2021 |
| Adriana participa do seu primeiro jogo das chaves com Siena e Astrid. Finalmente se entregará ao desejo e começará a esquecer os problemas, graças a Guillermo. Valentin e sua mãe se unem mais, agora que a verdade sobre sua orientação sexual foi revelada, mas ela o proíbe de tocar no assunto com seu pai.                                        |              |                                                     |              |             |                        |
| 14 | 4            | "De volta ao… jogo"                                 | ASA          | ASA         | 16 de setembro de 2021 |
| Depois de uma noite com seus amigos, Leo descobre que sua verdadeira vocação é ser stripper. Adriana continua tendo encontros sexuais com Guillermo enquanto um novo jogo das chaves está prestes a acontecer na casa de Astrid. |              |                                                     |              |             |                        |
| 15 | 5            | "Amazonas, guerreiras, grávidas e cavaleiros águia" | ASA          | ASA         | 23 de setembro de 2021 |
| Durante o jogo das chaves, os oito amigos têm relações com pessoas diferentes. Começam a se dar conta da realidade na qual vivem. Adriana e Bárbara começam a ver Leo como uma chance de resolverem seus problemas. |              |                                                     |              |             |                        |
| 16 | 6            | "Chá revelação"                                     | ASA          | ASA         | 23 de setembro de 2021 |
| É o chá revelação do bebê de Gaby. Adriana e Óscar discutem o tempo todo, enquanto Gaby, ciumenta, os segue com o olhar e Valentin enfrenta a mentira que construiu para sua família. |              |                                                     |              |             |                        |
| 17 | 7            | "O primeiro de vários cafajestes"                   | ASA          | ASA         | 30 de setembro de 2021 |
| Adriana se aproxima mais de Guillermo após ser rejeitada por sua filha inúmeras vezes. Siena sofre com a partida de Adriana do apartamento e Bárbara finalmente terá que tomar uma decisão em relação ao seu futuro. |              |                                                     |              |             |                        |
| 18 | 8            | "Vamos para a praia!"                               | ASA          | ASA         | 30 de setembro de 2021 |
| Finalmente chegou o dia do casamento. Todos os amigos vão festejar juntos. É a primeira vez que estão em paz desde o último aniversário de Siena. Entretanto, ainda há assuntos a serem resolvidos por eles e terão que enfrentá-los nesse fim de semana.                                                                                               |              |                                                     |              |             |                        |

## Prêmios e indicações
| Ano  | Prêmio             | Categoria                                     | Indicação              | Resultado | Ref.  |
| ---- | ------------------ | --------------------------------------------- | ---------------------- | --------- | ----- |
| 2019 | GQ México          | Melhor Série do Ano                           | El Juego de las Llaves | Venceu    | [ 6 ] |
| 2020 | GLAAD Media Awards | Melhor Série de Televisão em Língua Espanhola | El Juego de las Llaves | Indicado  | [ 7 ] |